# ひかりTV
- ぷらら > ひかりTV
- NTTドコモ > ひかりTV

ひかりTV（ひかりティーヴィー）は、NTTドコモが展開する映像配信サービスを中心としたブランドである。
本項では、「ひかりTV」のブランドを冠した各種サービスや関連するサービスについても併せて解説する。

## 概要
過去にNTTぷららが運営していた「4th MEDIA」や、同社に譲渡された「オンデマンドTV」、同社と同じNTTグループのNTTコミュニケーションズが運営していた「OCNシアター」の3サービスを統合する形で2008年3月31日より提供を開始した。
当ブランドの根幹を成す映像配信サービスの「ひかりTV」は、NTT東日本・西日本のフレッツ光およびそれを利用する光コラボレーション事業者、もしくはソニーネットワークコミュニケーションズのNURO光と契約し、光通信回線の敷設工事が完了している世帯で利用できる。通信事業者によってはオプションサービスとして光通信回線と同時に契約することもできる一方で、敷設されている回線のタイプによっては利用できない場合もあるため、あらかじめひかりTVや通信事業者へ確認するのが望ましい（主な例は後述）。
ケーブルテレビにおける多チャンネル放送に相当するサービス（IP放送）で、テレビ放送（電気通信役務利用放送法に基づく有線役務利用放送→放送法に基づく有線一般放送）とビデオ・オン・デマンド（VOD、電気通信事業法に基づく有線電気通信）を、同一のIPマルチキャストリソースを用いて提供している。解像度はハイビジョン画質では最大1440×1080、4K画質では最大3840×2160で、ビットレートはハイビジョン画質では15Mbps、4K画質では30Mbpsである（いずれもテレビ・ビデオの各サービス共通）。
テレビ放送サービスは、前身の4th MEDIAからの流れで、NTTぷらら→NTTドコモの子会社である一般登録放送事業者の「株式会社アイキャスト」により提供されている（VOD等のその他のサービスはNTTドコモによる直営である）。
サービスキャラクターは「ひかりカエサル」。

## 沿革
2002年（平成14年）
10月4日 - 前身の一つである「オンデマンドTV」を運営する株式会社オン・デマンド・ティービーが設立。
2003年（平成15年）
10月 - 前身の一つである「4th MEDIA」のテレビ放送サービスを担う株式会社オンラインティーヴィが株式会社ジュピター・プログラミング（後のジュピターTV→SCメディアコム）により設立。
2005年（平成17年）
1月18日 - 現在のテレビ放送サービスの提供元である株式会社アイキャストが設立。
2008年（平成20年）
3月1日 - 前述のオンラインティーヴィ社がアイキャストに吸収合併され、オン・デマンド・ティービー社がNTTぷららに事業譲渡される。
3月31日 - ひかりTV（テレビ・VOD）のサービスを開始。
5月 - 東京都・大阪府で地上デジタル放送の再送信を開始。以後、順次対象の都道府県を拡大。
7月 - カラオケサービスを開始。
7月31日 - 4th MEDIAとオンデマンドTVがひかりTVに統合され、サービス終了。
12月 - NHKオンデマンドの提供開始。
2009年（平成21年）
3月11日 - 50万会員突破。
6月15日 - 「MM総研大賞2009」において「次世代ネットワーク製品・サービス部門」の最優秀賞を受賞。
2010年（平成22年）
3月 - TBSチャンネル・TBSニュースバードの放送を開始。民放キー局系の専門チャンネルをIP放送として初めて提供する。一方、J:COMの関連会社が提供するチャンネルのほとんどが月末で放送終了となった（後年に提供を再開したチャンネルもある）。月末に100万会員突破。
9月 - ひかりTVショッピングの提供開始。
12月 - NHKのBSデジタル放送の提供開始。
2011年（平成23年）
7月 - ひかりTVをスマートフォン・タブレット端末で視聴出来るアプリ「ひかりTVどこでも」の提供開始。
2012年（平成24年）
3月末 - 200万会員達成。
6月6日 - World IPv6 Launchに参加。完全にIPv6対応となる。
2013年（平成25年）
3月1日 - 定額音楽配信サービス「ひかりTVミュージック」を開始。
2014年（平成26年）
10月27日 - 4K映像によるVOD配信「ひかりTV 4K」を開始。
2015年（平成27年）
2月末 - 300万会員達成。
11月30日 - 4K画質の独自チャンネル「ひかりTVチャンネル4K」の放送開始。
12月8日 - 「JC-HITS」を運営するケーブルテレビ向けの有料放送管理事業者・ジャパンケーブルキャストの株式を取得。これに先立つ同年11月24日より、「JC-HITS」を利用している愛媛CATVと業務提携を結び、ひかりTVの各サービスを同社との契約者向けに提供開始。
2016年（平成28年）
12月1日 - 吉本興業系列のアイドル専門チャンネル・Kawaiian TVと提携し、「Kawaiian for ひかりTV」を開局。4K映像による放送チャンネル「Kawaiian for ひかりTV4K」も同時開局（3年後の2019年11月30日閉局）。ひかりTV向けの独自番組として、NMB48が出演する『ぽくぽく百景もぐもぐ旅』を放送開始。
12月1日 - 民放系のBS5局（BS日テレ、BS朝日、BS-TBS、BSジャパン→BSテレ東、BSフジ）の放送開始。
2017年（平成29年）
4月25日 - スマートフォン向け映像配信アプリ「大阪チャンネル」の提供開始。
2018年（平成30年）
3月 - ソニーネットワークコミュニケーションズのNURO光にて、「ひかりTV for NURO」としてサービス開始。
2022年（令和4年）
7月1日 - 運営会社のNTTぷららをNTTドコモが吸収合併し、同日付で本サービスもNTTドコモのサービスに組み込まれた。これに合わせ、同日以降の新規契約者向けの料金プランの変更などが行われた。
2023年（令和5年）
4月12日 - 同じくドコモが運営するdTVがリニューアルしたLeminoを「専門チャンネル・ビデオプラン」等のプランで追加料金なし視聴できるようになった
9月30日-ひかりTVゲームのサービスが終了

## テレビ向けサービス
あらかじめ光回線と接続した外付けの専用チューナーを用意し、テレビ等と接続して視聴する。専用チューナーは契約と同時にレンタルするか、別途「ひかりTVショッピング」等で購入しておく必要がある。チューナーを内蔵したテレビやPCも発売されており、対応する機種であればインターネットのLANケーブルを接続するのみで視聴できる。
地上デジタル放送（20都道府県のみ）やBSデジタル放送・各種専門チャンネル、およびビデオ配信（VOD）サービスを提供している。なお、専門チャンネルでは権利の関係で放送できない番組があり（民放各局で過去に放送されたもののごく一部）、該当する番組の放送中は別の番組に差し替えられる。
地上デジタル放送については、2008年5月9日開始の東京都を皮切りに、2021年11月現在は20都道府県で取り扱っている。ただし、区域外再放送は各放送局などからの同意が得られておらず、全く実施されていないため、隣接する県の放送局をアンテナやケーブルテレビ等で受信・視聴できる地域の世帯（スピルオーバー）では、従来視聴できていた隣接県の放送局が視聴できなくなるという問題が生じている。
PCでの視聴時はDLNAアプリを使用し、OSがWindowsの場合はソニーの『PC TV Plus』もしくは『DiXiM Digital TV plus』、OS XおよびmacOSでは『StationTV Link』が、AppleシリコンベースのmacOSでは『DiXiM Play U』が対応している。外出先からの視聴や後述のスマホ・タブレット向けサービスでの利用は不可（録画・視聴予約の設定は可能）。ビデオサービスについてはブラウザを介して視聴できる。
番組の録画には別売りのハードディスクが必要となる（チューナー内蔵のテレビでは一部機種のみ対応）。いずれのチャンネルにもコピーガード信号が混入しているため、BDレコーダーやDVDレコーダー等のデジタル式レコーダーでは録画することができない。アナログ式レコーダーには録画可能だが、コピーガード信号自体は記録されるため、そこからデジタル式レコーダーへのコピーはできない。ブルーレイディスクにダビングをする場合は、PCを使用し前述の『PC TV Plus』をインストールして行う（有料だが、一定期間無料の体験版あり）。

### 料金プラン
専門チャンネルおよびビデオサービスの有無に応じて、複数の料金プランが用意されている。地上波およびBSの全チャンネルと、一部の専門チャンネル（ひかりTVオリジナルのチャンネルと、通販系などの少数のチャンネル）はどのプランでも視聴することができ、別料金のオプションチャンネル（旧・プレミアムチャンネル）を追加することもできる。4K放送のBSチャンネルやビデオ作品にも対応している（対応するテレビ等の受信機が必要、専用チューナーは一部の機種のみ対応）。ビデオサービスについては、月額課金制のビデオパック（旧・プレミアムビデオ）と、PPV形式のレンタル／購入ビデオ（旧・オプションビデオ）を利用できる。
新規契約者向けに「ひかりTVはじめて割」（2022年6月30日までは「2ねん割」）というキャンペーンが常に行われており（基本プランは対象外）、2年間の継続利用を条件に月額料金が2年間割引される。専用チューナーをレンタルする場合は割引の適用の有無で機種が変わり、申し込む場合はトリプルチューナーモデルに、申し込まない場合はシングルチューナーモデルになる。2年以内に解約もしくは「基本プラン」や「お手がるプラン」に変更した場合は違約金を請求される。
2022年7月1日の運営会社変更に合わせ、同日以降の新規契約者向けのプランの内容が変更された（既存の契約者は従来通り）。

#### 2022年7月1日以降の新規契約者
- 基本プラン

基本放送のみ
- 専門チャンネルプラン

基本放送と見放題チャンネル、ビデオサービスの一部の無料作品
- 専門チャンネル・ビデオプラン

基本放送と見放題チャンネル、ビデオサービスの全ての見放題作品

#### 2022年6月30日までの既存契約者
- 基本放送プラン

基本放送（旧・基本サービス）のみ
- テレビおすすめプラン

基本放送と見放題チャンネル（旧・ベーシックチャンネル）、ビデオサービスの一部の無料作品（旧・ベーシックビデオ）
- ビデオざんまいプラン

基本放送とビデオサービスの全ての見放題作品
- お値うちプラン

基本放送と見放題チャンネル、ビデオサービスの全ての見放題作品

#### 両者共通
- お手がるプラン

基本料0円で、一時的にどのチャンネルも視聴できなくなるプランで、解約手続きを行おうとするとこのプランを勧められる。ビデオ配信については、個別に料金を支払えば視聴できる（専用チューナーが必要）。
後述のスマートフォン・タブレット向けサービスのように、既存のサービスが終了する場合、そのサービスのみを利用している契約者向けに、ひかりTVとの契約を維持するための切り替え先のプランとして活用される事例もある。

## スマートフォン・タブレット向けサービス
前述のテレビ向けサービスとは別に、光回線や専用チューナーがなくても、スマートフォンやタブレットを通じてビデオ配信を視聴できるプランが用意されている。2023年3月31日をもって新規受付を終了し、同年6月30日をもって提供を終了した。
一部の専門チャンネルも視聴可能だったが、エントリープランでは2021年12月6日をもって、バリュープランと無料会員プランでは2022年6月30日をもって、それぞれ提供を終了した。ビデオパックについては、いずれのプランでも別料金で視聴可能。
料金プランは以下の通り。
- バリュープラン[60]

「バリュープラン見放題」の作品が視聴可能。これらのビデオはエントリープラン・無料会員プランでは視聴不可。
テレビサービスはひかりTVチャンネル・中国テレビ★CCTV大富と、追加契約でプレミアムチャンネルを含む一部の専門チャンネルが視聴可能であった。
- エントリープラン[61]

「エントリープラン見放題」の作品が視聴可能。NTTぷらら→NTTドコモのプロバイダ「ぷらら」の契約者に限り、特典として追加料金なしでこのプランが付帯される（ぷららの契約者以外も有料で契約可能）。
- 無料会員プラン

「無料」の作品が視聴可能。
テレビサービスについては、「バリュープラン」で無料で視聴できるひかりTVチャンネル・中国テレビ★CCTV大富は視聴できず、その他の一部専門チャンネルについては同様に追加契約をすれば視聴可能であった。
なおサービス終了後の2023年7月以降は、いずれのプランの契約者も前述の「お手がるプラン」の契約に移行となる（「無料会員プラン」の契約者以外は所定の手続きが必要）。

## テレビサービスのチャンネル一覧
地上波については、契約世帯の都道府県を放送対象地域とする放送局を視聴できる。前述の通り区域外再放送が一切行われていないため、隣接する他府県の放送局はアンテナ等で受信できる地域であっても視聴できない。
スマートフォン・タブレットで視聴できるチャンネルについては、以下の凡例のように、契約内容により異なる（地上波・BS各局は対象外）。
凡例
- ◎ - 料金プランを問わず「全契約者」が追加料金なしで視聴可能（オプションチャンネルは各チャンネルの契約者のみ）
- ○ - 「専門チャンネル・ビデオプラン」・「専門チャンネルプラン」・「お値うちプラン」・「テレビおすすめプラン」の契約者は追加料金なしで視聴可能
- △ - 「バリュープラン」の契約者は追加料金なしで視聴可能（2022年6月30日をもって提供終了）
- ▲ - バリュープランおよび無料会員プランの契約者は、「別途有料の追加契約」を行うことで視聴可能（2022年6月30日をもって提供終了）

### BSデジタル放送
| Ch  | リモコン番号 | チャンネル名                 | 放送開始日    | 放送終了日     | 備考     |
| --- | ------------ | ---------------------------- | ------------- | -------------- | -------- |
| 101 | 1            | NHK BS1                      | 2010年12月1日 |                | [ 注 6 ] |
| 102 |              | NHK BS1                      | 2010年12月1日 |                | [ 注 6 ] |
| 103 | 3            | NHK BSプレミアム             | 2011年4月1日  | 2023年11月30日 | [ 注 6 ] |
| 104 |              | NHK BSプレミアム             | 2011年4月1日  | 2023年11月30日 | [ 注 6 ] |
| 141 | 4            | BS日テレ                     | 2016年12月1日 |                |          |
| 151 | 5            | BS朝日                       | 2016年12月1日 |                |          |
| 161 | 6            | BS-TBS                       | 2016年12月1日 |                |          |
| 171 | 7            | BSテレ東                     | 2016年12月1日 |                |          |
| 181 | 8            | BSフジ                       | 2016年12月1日 |                |          |
| 211 | 11           | BS11                         | 2019年4月1日  |                |          |
| 222 | 12           | BS12 トゥエルビ              | 2019年4月1日  |                |          |
| 231 |              | 放送大学（メインチャンネル） | 2019年4月1日  |                |          |
| 232 |              | 放送大学（サブチャンネル）   | 2019年4月1日  |                |          |

#### 新4K8K衛星放送
4K放送対応のチューナーを使用することで視聴可能。左旋4K・8K放送には未対応である。
| Ch  | リモコン番号 | チャンネル名 | 放送開始日    | 放送終了日 | 備考 |
| --- | ------------ | ------------ | ------------- | ---------- | ---- |
| 101 | 1            | NHK BS4K     | 2019年9月12日 |            |      |
| 141 | 4            | BS日テレ 4K  | 2019年9月12日 |            |      |
| 151 | 5            | BS朝日 4K    | 2019年9月12日 |            |      |
| 161 | 6            | BS-TBS 4K    | 2019年9月12日 |            |      |
| 171 | 7            | BSテレ東 4K  | 2019年9月12日 |            |      |
| 181 | 8            | BSフジ 4K    | 2019年9月12日 |            |      |

### 基本放送
全ての料金プランで視聴できる。2022年6月30日までの名称は「基本サービス」。
| ジャンル         | Ch  | チャンネル名                | 放送開始日           | 放送終了日            | 記号・備考                      |
| ---------------- | --- | --------------------------- | -------------------- | --------------------- | ------------------------------- |
| 基本放送         | 101 | ひかりTVチャンネル          |                      |                       | ◎△/コミュニティチャンネルに相当 |
| 基本放送         | 102 | ひかりTVチャンネル2         |                      | 2024年4月30日（予定） | ◎△/同上                         |
| 基本放送         | 104 | ひかりTVチャンネル4K        |                      | 2024年1月31日         | 同上。4K画質放送                |
| テレビ通販       | 150 | ショップチャンネル          |                      |                       |                                 |
| テレビ通販       | 151 | QVC（キュー・ヴィー・シー） |                      |                       |                                 |
| テレビ通販       | 153 | ジュエリー☆GSTV             | 2014年11月1日        |                       |                                 |
| テレビ通販       | 154 | セレクトショッピング        | 2023年8月7日         |                       |                                 |
| テレビ通販       | 155 | ベターライフチャンネル      | 2023年8月7日         |                       |                                 |
| 外国語・ニュース | 181 | NHK WORLD TV                | 2013年11月4日        |                       | [ 注 8 ]                        |
| 外国語・ニュース | 182 | 中国テレビ★CCTV大富         | 2011年4月1日（再開） | 2010年3月31日         | ◎△                              |

### 見放題チャンネル
「専門チャンネル・ビデオプラン」と「専門チャンネルプラン」の契約者が視聴可能。2022年6月30日までの名称は「ベーシックチャンネル」で、同日までの契約者については「お値うちプラン」と「テレビおすすめプラン」の契約者が視聴可能。
| ジャンル             | Ch  | チャンネル名                                    | 放送開始日                         | 放送終了日    | 記号・備考 |
| -------------------- | --- | ----------------------------------------------- | ---------------------------------- | ------------- | ---------- |
| 映画                 | 251 | WOWOWプラス 映画・ドラマ・スポーツ・音楽        |                                    |               |            |
| 映画                 | 252 | ザ・シネマ                                      |                                    |               |            |
| 映画                 | 260 | 日本映画専門チャンネル                          | 2009年4月1日                       |               |            |
| 映画                 | 261 | 映画・チャンネルNECO                            | 2009年10月1日                      |               |            |
| アニメ               | 350 | アニマックス                                    |                                    |               |            |
| アニメ               | 351 | キッズステーション テレビアニメ・劇場版・OVA    |                                    |               |            |
| アニメ               | 352 | 海外アニメ!カートゥーン ネットワーク            |                                    |               |            |
| ドラマ               | 451 | スーパー!ドラマTV                               |                                    |               |            |
| ドラマ               | 452 | アクションチャンネル                            |                                    |               |            |
| ドラマ               | 455 | ミステリーチャンネル                            | 2010年4月1日                       |               |            |
| ドラマ               | 460 | ホームドラマチャンネル 韓流・時代劇・国内ドラマ | 2009年4月1日                       |               |            |
| ドラマ               | 461 | 時代劇専門チャンネル                            | 2010年4月1日                       |               |            |
| エンターテインメント | 470 | TBSチャンネル1 最新ドラマ・音楽・映画           | 2010年3月1日                       |               |            |
| エンターテインメント | 471 | TBSチャンネル2 名作ドラマ・スポーツ・アニメ     | 2014年4月1日                       |               | ○          |
| エンターテインメント | 554 | MONDO TV                                        |                                    |               |            |
| エンターテインメント | 555 | 日テレプラス ドラマ・アニメ・音楽ライブ         | 2010年5月1日                       |               |            |
| エンターテインメント | 556 | テレ朝チャンネル1                               |                                    |               |            |
| エンターテインメント | 557 | テレ朝チャンネル2                               | 2013年4月1日 2017年3月1日（再開）  | 2016年3月31日 |            |
| エンターテインメント | 558 | ファミリー劇場                                  | 2011年4月1日                       |               |            |
| エンターテインメント | 559 | エンタメ〜テレ☆シネドラバラエティ               | 2011年4月1日                       |               |            |
| エンターテインメント | 560 | フジテレビONE スポーツ・バラエティ              | 2010年10月1日 2016年4月1日（再開） | 2012年6月30日 | ○▲         |
| エンターテインメント | 561 | フジテレビTWO ドラマ・アニメ                    | 2010年10月1日 2016年4月1日（再開） | 2012年6月30日 | ○▲         |
| 韓流・華流           | 552 | KBS World                                       |                                    |               | ○▲         |
| 韓流・華流           | 553 | アジアドラマチックTV（アジドラ）                |                                    |               |            |
| 音楽                 | 650 | 音楽・ライブ! スペースシャワーTV                |                                    |               |            |
| 音楽                 | 651 | 100%ヒッツ!スペースシャワーTVプラス             |                                    |               |            |
| 音楽                 | 653 | MUSIC ON! TV（エムオン!）                       |                                    |               |            |
| 音楽                 | 655 | 歌謡ポップスチャンネル                          | 2009年11月1日                      |               |            |
| スポーツ・ニュース   | 750 | GAORA SPORTS                                    |                                    |               |            |
| スポーツ・ニュース   | 751 | スカイA                                         | 2009年4月1日                       |               |            |
| スポーツ・ニュース   | 752 | 日テレジータス                                  | 2010年5月1日                       |               |            |
| スポーツ・ニュース   | 753 | スポーツライブ+                                 | 2021年4月1日                       |               | ○          |
| スポーツ・ニュース   | 860 | TBS NEWS                                        | 2010年3月1日                       |               |            |
| スポーツ・ニュース   | 861 | BBCニュース                                     |                                    |               | ○▲         |
| スポーツ・ニュース   | 862 | 日テレNEWS24                                    | 2015年4月1日 2019年4月26日（再開） | 2017年3月31日 |            |
| スポーツ・ニュース   | 863 | CNNj                                            | 2020年4月1日（再開）               | 2010年3月31日 |            |
| ドキュメンタリー     | 812 | ヒストリーチャンネル 日本・世界の歴史&エンタメ  | 2009年4月1日                       |               |            |
| 趣味・教養           | 830 | 旅チャンネル                                    | 2019年4月26日（再開）              | 2014年3月31日 |            |
| 趣味・教養           | 831 | ダンスチャンネル by エンタメ〜テレ              | 2019年4月26日                      |               |            |
| 趣味・教養           | 832 | 囲碁・将棋チャンネル                            |                                    |               | ○▲         |

### オプションチャンネル
全ての料金プランで、別途追加契約を申し込むことで視聴できる。2022年6月30日までの名称は「プレミアムチャンネル」。

#### オプションチャンネル（BS）
| ジャンル             | Ch  | リモコン番号 | チャンネル名   | 放送開始日    | 放送終了日 | 記号・備考        |
| -------------------- | --- | ------------ | -------------- | ------------- | ---------- | ----------------- |
| エンターテインメント | 191 | 9            | WOWOW プライム | 2010年10月1日 |            | 3チャンネルセット |
| エンターテインメント | 192 |              | WOWOW ライブ   | 2010年10月1日 |            | 3チャンネルセット |
| エンターテインメント | 193 |              | WOWOW シネマ   | 2010年10月1日 |            | 3チャンネルセット |

#### オプションチャンネル（専門チャンネル）
| ジャンル             | Ch  | チャンネル名                      | 放送開始日                                 | 放送終了日                  | 記号・備考        |
| -------------------- | --- | --------------------------------- | ------------------------------------------ | --------------------------- | ----------------- |
| 映画                 | 280 | スターチャンネル1                 |                                            |                             | 3チャンネルセット |
| 映画                 | 281 | スターチャンネル2                 |                                            |                             | 3チャンネルセット |
| 映画                 | 282 | スターチャンネル3                 |                                            |                             | 3チャンネルセット |
| 映画                 | 290 | 衛星劇場                          | 2009年4月1日                               |                             |                   |
| 映画                 | 291 | 東映チャンネル                    | 2009年10月1日                              |                             |                   |
| 映画                 | 292 | V☆パラダイス                      | 2010年4月1日                               |                             | ◎▲                |
| アニメ               | 380 | アニメシアターX (AT-X)            | 2009年11月1日                              |                             |                   |
| 韓流・華流           | 570 | KNTV                              | 2009年11月1日                              |                             | [ 注 15 ]         |
| 韓流・華流           | 571 | Mnet                              |                                            |                             |                   |
| エンターテインメント | 562 | フジテレビNEXT ライブ・プレミアム |                                            |                             | ◎                 |
| スポーツ・ニュース   | 754 | ゴルフネットワーク                | 2012年4月1日（再開） 2018年3月20日（再開） | 2010年3月31日 2015年3月31日 | ◎                 |
| スポーツ・ニュース   | 757 | J SPORTS 1                        | 2013年4月1日（再開）                       | 2010年3月31日               | 4チャンネルセット |
| スポーツ・ニュース   | 758 | J SPORTS 2                        | 2013年4月1日（再開）                       | 2010年3月31日               | 4チャンネルセット |
| スポーツ・ニュース   | 759 | J SPORTS 3                        | 2013年4月1日（再開）                       | 2010年3月31日               | 4チャンネルセット |
| スポーツ・ニュース   | 760 | J SPORTS 4                        |                                            |                             | 4チャンネルセット |
| スポーツ・ニュース   | 761 | FIGHTING TV サムライ              |                                            |                             |                   |
| スポーツ・ニュース   | 766 | CNN/US                            | 2014年4月1日                               |                             |                   |
| スポーツ・ニュース   | 877 | 日経CNBC                          |                                            |                             | [ 注 18 ]         |
| ドキュメンタリー     | 820 | ディスカバリーチャンネル          | 2020年8月1日（再開）                       | 2010年3月31日               |                   |
| 趣味・教養           | 840 | 釣りビジョン                      |                                            |                             |                   |
| 趣味・教養           | 841 | パチ・スロ サイトセブンTV         |                                            |                             | ◎                 |
| 趣味・教養           | 842 | パチンコ★パチスロTV!              | 2010年10月1日                              |                             |                   |
| 趣味・教養           | 843 | 刺激ストロングチャンネル          | 2021年10月1日                              |                             | ◎▲                |
| 公営競技             | 770 | グリーンチャンネル                |                                            |                             |                   |
| 公営競技             | 771 | グリーンチャンネル2               |                                            |                             |                   |
| 公営競技             | 772 | SPEEDチャンネル27                 | 2015年10月1日                              |                             | ◎▲                |
| 公営競技             | 773 | SPEEDチャンネル28                 | 2015年10月1日                              |                             | ◎▲                |
| 公営競技             | 774 | 南関東地方競馬チャンネル          | 2021年10月1日                              |                             | ◎▲                |
| 公営競技             | 775 | 地方競馬ナインSELECT              | 2022年4月1日                               |                             | ◎▲                |
| 公営競技             | 776 | レジャーチャンネル                | 2022年4月1日                               |                             | ◎▲                |
| 公営競技             | 777 | 南関ケイリンチャンネル            | 2024年5月1日                               |                             | ◎▲                |
| 外国語               | 876 | フランス国際放送TV5MONDE          |                                            |                             | ◎                 |
| アダルト             | 990 | パラダイステレビ                  |                                            |                             |                   |
| アダルト             | 991 | ミッドナイト・ブルー              |                                            |                             |                   |
| アダルト             | 992 | レインボーチャンネル              |                                            |                             |                   |
| アダルト             | 993 | チェリーボム                      |                                            |                             |                   |
| アダルト             | 995 | プレイボーイチャンネル            |                                            |                             |                   |
| アダルト             | 996 | レッドチェリー                    |                                            |                             |                   |

## 放送を終了したチャンネル
HD・SDの両方で放送されていたチャンネルはHDの番号のみ記載。「☆」を付したチャンネルは、衛星放送向けのチャンネル自体は存続している（2023年4月現在）。
| ジャンル             | Ch  | チャンネル名                          | 放送開始日                         | 放送終了日                  | 記号・備考                            |
| -------------------- | --- | ------------------------------------- | ---------------------------------- | --------------------------- | ------------------------------------- |
| エンターテインメント | 103 | Kawaiian for ひかりTV                 | 2016年12月1日                      | 2019年11月30日              | [ 注 20 ]                             |
| エンターテインメント | 105 | Kawaiian for ひかりTV4K               | 2016年12月1日                      | 2019年11月30日              | 上記103chと同一内容の4K画質チャンネル |
| エンターテインメント | 258 | Dlife                                 | 2012年4月10日 2014年4月1日（再開） | 2013年3月31日 2020年3月31日 |                                       |
| エンターテインメント | 532 | EXエンタテイメント                    |                                    | 2010年3月31日               |                                       |
| エンターテインメント | 550 | ディズニー・チャンネル                |                                    | 2023年3月31日               | ☆                                     |
| エンターテインメント | 551 | ディズニーXD                          | 2014年4月1日（再開）               | 2013年3月31日 2021年1月31日 |                                       |
| テレビ通販           | 113 | プライム365.TV                        | 2009年4月1日                       | 2010年6月30日               |                                       |
| テレビ通販           | 152 | ジャパネットチャンネルDX              |                                    | 2021年3月31日               |                                       |
| 映画                 | 250 | ムービープラス                        |                                    | 2010年3月31日               | ☆                                     |
| 映画                 | 253 | FOXムービー プレミアム                | 2009年4月1日                       | 2016年3月31日               |                                       |
| アニメ               | 301 | ニコロデオン/アニメ・子どもTV         |                                    | 2009年9月30日               | ☆                                     |
| アニメ               | 353 | ディズニージュニア                    | 2013年4月1日                       | 2023年3月31日               | ☆                                     |
| ドラマ               | 450 | FOX                                   |                                    | 2023年3月31日               | ○☆                                    |
| ドラマ               | 453 | FOXクラシック 名作ドラマ              |                                    | 2016年3月31日               |                                       |
| ドラマ               | 454 | FOXライフ                             | 2009年4月1日                       | 2011年10月31日              |                                       |
| ドラマ               | 456 | ユニバーサルチャンネル                |                                    | 2013年3月31日               |                                       |
| ドラマ               | 501 | LaLa TV                               |                                    | 2010年3月31日               | ☆                                     |
| 韓流・華流           | 572 | DATV                                  | 2013年7月1日                       | 2021年5月31日               |                                       |
| 音楽                 | 604 | 安らぎの音楽と風景/エコミュージックTV |                                    | 2010年3月31日               |                                       |
| 音楽                 | 652 | MTV                                   |                                    | 2012年3月31日               | ☆                                     |
| 音楽                 | 654 | Music Japan TV                        |                                    | 2012年3月31日               |                                       |
| 音楽                 | 670 | クラシカ・ジャパン                    |                                    | 2020年10月31日              |                                       |
| スポーツ             | 741 | FOXスポーツ&エンターテイメント        | 2012年4月10日                      | 2020年3月31日               | [ 注 21 ]                             |
| スポーツ             | 753 | ザ・ゴルフ・チャンネル                | 2010年4月1日（再開）               | 2009年3月31日 2012年3月31日 |                                       |
| ドキュメンタリー     | 502 | アニマルプラネット                    |                                    | 2010年3月31日               | ☆                                     |
| ドキュメンタリー     | 811 | ナショナル ジオグラフィック           |                                    | 2023年3月31日               | ☆                                     |
| ドキュメンタリー     | 813 | ナショジオ ワイルド                   | 2011年10月1日                      | 2013年3月31日               |                                       |
| 趣味・教養           | 305 | Baby TV                               | 2009年4月1日                       | 2013年3月31日               |                                       |
| 趣味・教養           | 820 | ベネッセチャンネル                    |                                    | 2009年3月31日               |                                       |
| 趣味・教養           | 824 | ファッションTV                        | 2010年4月1日                       | 2013年3月31日               |                                       |
| 趣味・教養           | 831 | FOODIES TV                            |                                    | 2016年3月18日               |                                       |
| 趣味・教養           | 891 | DOGTV                                 |                                    | 2015年9月30日               |                                       |
| 外国語・ニュース     | 183 | euronews                              | 2015年12月1日                      | 2022年3月31日               | ◎△                                    |
| 外国語・ニュース     | 853 | e-天気.net                            |                                    | 2011年3月31日               |                                       |
| 外国語・ニュース     | 870 | ブルームバーグテレビジョン            |                                    | 2009年4月30日               |                                       |
| 外国語・ニュース     | 871 | Bloomberg Television（英語版）        |                                    | 2009年4月30日               |                                       |
| 外国語・ニュース     | 880 | Australia Network                     |                                    | 2008年9月30日               |                                       |
| 外国語・ニュース     | 881 | DEUTSCHE WELLE                        |                                    | 2008年9月30日               |                                       |
| 外国語・ニュース     | 886 | TVB大富                               |                                    | 2010年3月31日               | [ 注 10 ]                             |
| 外国語・ニュース     | 887 | 鳳凰衛視                              |                                    | 2010年3月31日               | ☆                                     |

## テレビ・ビデオ以外のサービス
カラオケサービス
専用チューナーには通信カラオケの機能が搭載されており、追加料金を支払うことでカラオケを楽しむことができる（テレビ・ビデオのいずれかのプランに契約している必要がある）。料金は月額制の「歌い放題パック」（2022年6月30日までは「カラオケ・プレミアムパック」）と1日単位の「24時間パック」の2つがあり、曲ごとの課金ではない。タイトーとの協働。
楽曲の一覧はチューナーまたはひかりTVの公式サイトから閲覧可能。選曲番号はJOYSOUNDと互換性があり、本サービス向けに配信されている楽曲であれば、同じ番号で再生が可能である。ガイドボーカル機能にも対応している。
ライブサービス
専用チューナーを使用して、PPV形式でライブ公演を視聴できるサービス。料金は公演ごとに異なる。2021年11月より提供開始。
ひかりTVショッピング
ひかりTVが運営する通販サイト。ひかりTVの契約者以外も利用できるが、商品の購入には会員登録が必要。
当初は専用チューナーや録画用のハードディスクといったひかりTVに関連する商品が中心だったが、後に流通各社との提携により品数が増え、2021年現在は家電製品を中心に多くの品目を取り扱っている。価格.comに登録されている商品もある。
購入金額に応じてぷららポイントが貯まるほか、ショッピング内外で貯まったポイントによる決済も可能。専用チューナーからも利用できる（一部の機種を除く）。
ひかりTVブック
電子書籍の販売サービス。オプティムとの協働。雑誌読み放題を展開しており、雑誌はタブホから提供される。
ひかりTVミュージック
2013年3月1日より定額制ストリーミングサービスとして開始した音楽配信サービス。レコチョクとの協働で、楽曲はレコチョクから提供される。2015年10月29日よりダウンロードサービスも開始。
スマートフォンにも対応。専用チューナーではPM-700、ST-770、M-IPS200が対応する。
ひかりTVゲーム
ゲームサービス。定額遊び放題あり。2023年9月30日をもってサービス終了の予定。
ひかりTVどこでも
スマートフォンやタブレットでひかりTVのテレビ・ビデオサービスを利用するための純正アプリ。2011年8月1日提供開始。
りもこんプラス
スマートフォンまたはタブレット端末を、リモコンのように扱えるサービス。2021年11月30日12時をもって提供終了。

## ひかりカエサル
ひかりカエサルは、ひかりTVのサービスキャラクターである。水色の猿の外見に似合わず、渋い男性の声で話す。元々服を着ていないが、自分が裸であることを自覚しており、テレビCMではそれをネタにすることもある。そのテレビCMは電通・電通テック、およびTUGBOATによる制作で、2009年2月7日より順次全国で放映された。
テレビCMでは基本的に画面中央に直立しており、ほとんど動かない。しかし過去に提供されたスクリーンセーバー内では動き回り、時にバク宙も披露したり、瞬間移動をしたりする。特技はダンス・漫才・歌。夜には家でカラオケの練習をしている（前述の通り、ひかりTVでは専用チューナーを使ってカラオケを楽しむこともできる）。詳細は不明だが、家族がいる。
2010年には短編のオリジナルアニメ『あっ、どうも。ひかりカエサルです。〜これでも一生懸命やっているんです〜』が制作され、同年2月より「ひかりTV STYLE」（現在のひかりTVチャンネル）およびビデオサービスで放送・配信された。
4Kサービスの開始に合わせ、高精細を強調した「リアルなひかりカエサル」も登場した。
『めちゃ×2イケてるッ!』では岡村隆史により「わらわザル」としてCMのパロディが行われた。

## ひかりTVを利用できない回線の例
以下の契約内容の場合はひかりTVを利用できない（2023年4月現在）。
- NTT東西地域会社が提供する「フレッツ光ネクスト ビジネスタイプ」、「フレッツ光ライト」、「ひかり電話オフィスタイプ」
- NTT東日本が提供する「フレッツ 光ライトプラス」「フレッツ 光ネクスト プライオ10・プライオ1」
- NTT西日本が提供する「フレッツ 光マイタウン ネクスト ファミリーライトタイプ」
- NTT東日本のマンションエリアにおける「フレッツ 光ネクスト マンションタイプ(ミニB/プラン1B/プラン2B)」など
- 光コラボレーション事業者が提供する「2段階定額制の光アクセスサービス」（ドコモ光 タイプC、ドコモ光ミニなど）